# Наим Лео Бешири
Наим Лео Бешири (Крагујевац, 7. јул 1987) је српски политиколог и политичар горанског порекла. Некадашње презиме његове породице је Беширевић, али је изгубило „ић” током покушаја албанизације Горанаца од стране комуниста 1956. године на Косову и Метохији. Његова породица је пореклом из села Орчуша, код Драгаша, а он је из Крагујевца. Живи и ради у Београду.

## Биографија
Завршио је Факултет политичких наука Универзитета у Београду. Добитник је многих страних стипендија и усавршавао се у Ослу, Брижу и у Нансен мировној академији у Лилехамеру. Каријеру је започео у Хелсиншком одбору за људска права у Србији. Био је запослен у мисији Оебса у Србији, Агенцији за борбу против корупције, и тренутно је извршни директор Института за европске послове. Због својих политичких ставова у медијима, као и на друштвеној мрежи твитер, често је добијао претње. Аутор је државне стратегије за младе, због чега је критикован на националистичким сајтовима попут Србин.инфо, и означен као „НАТО лобиста”. Као дечак појавио се у споту рок бенда Освајачи. Неки медији су га назвали идеологом прозападних протеста у Србији 2022—2023, што је он демантовао и рекао да је на протестима учествовао као грађанин.